# 灵珠山街道
灵珠山街道，原为柳花泊街道，是中国山东省青岛市黄岛区下辖的一个街道。2010年6月28日，青岛市政府批复同意柳花泊街道更名为灵珠山街道，更名后原行政区域不变、人员不变、街道办事处驻地不变；7月23日正式更名。

## 行政区划
灵珠山街道下辖以下地区：
柳花泊路社区、西阿陀社区、木厂口社区、独垛子社区、刘家庄社区、东阿陀社区、韩家台社区、西山子社区、大南庄社区、小南庄社区、青石湾社区、柳南山社区、柳东山社区、柳东社区、柳西社区、柳北社区、北庄社区、大夼社区、小夼社区、宋家茔社区、窝洛子社区和花林社区。